# Kaple Neposkvrněného početí Panny Marie (Měděnec)
Kaple Neposkvrněného početí Panny Marie je římskokatolická kaple, která stojí na vrcholu Mědníku u Měděnce v okrese Chomutov. Je chráněna jako kulturní památka.

## Historie

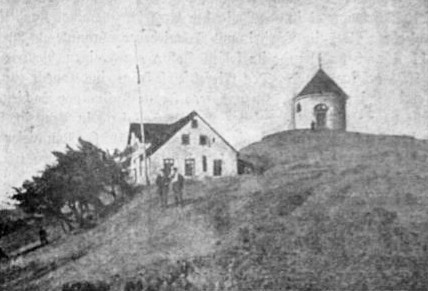
Historické foto z doby okolo roku 1900)

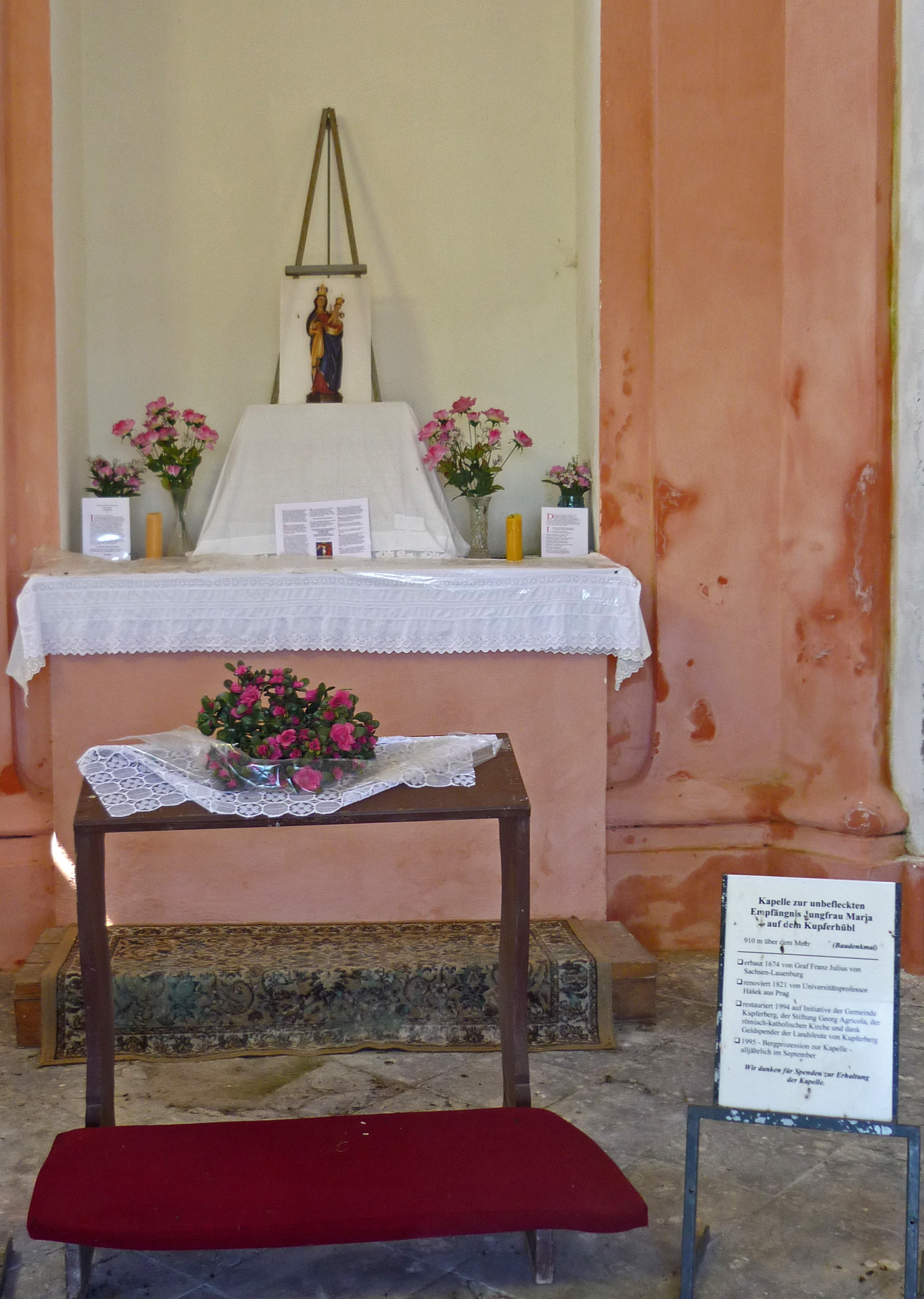
Interiér kaple

Barokní kapli na vrcholu Mědníku nechal postavit majitel ostrovského panství, vévoda Julius František Sasko-Lauenburský. Podle pověsti se vévoda se svou družinou ztratil v okolních lesích a byl zachráněn místním uhlířem. Kapli potom nechal postavit jako poděkování za záchranu. Jiné pověsti však tvrdí, že ji nechal postavit jako díky za návrat výnosnosti zdejších dolů.
Kaple společně s vrchem Mědníkem dominuje prvnímu záběru úvodní znělky seriálu 30 případů majora Zemana.

## Stavební podoba
Kaple má okrouhlý půdorys, nečleněnou vnitřní fasádu a interiér bez zařízení.

## Okolí
V úbočí kopce jihozápadně od vrcholu stojí menší kaple Nejsvětějšího srdce Páně postavená z neomítnutého kamene. Postavena byla rodinou Antona Liewalda v roce 1935. Na jihovýchodním úpatí se nachází malá výklenková Theumarova kaple.